# Simone Hirth
Simone Hirth, seit 2016 Simone Seidl (* 1985 in Freudenstadt), ist eine deutsche Schriftstellerin. Sie lebt seit 2012 in Österreich.

## Leben und Werk
Hirth wuchs in Lützenhardt in der Region Nordschwarzwald auf und studierte am Deutschen Literaturinstitut Leipzig. Nach diversen Jobs zog sie 2012 nach Wien, wo sie seitdem als freischaffende Autorin und Lektorin arbeitete, anschließend ab 2014 in Gablitz und mittlerweile im niederösterreichischen Kirchstetten.
2016 erschien beim Verlag Kremayr & Scheriau ihr Debütroman, der für den Literaturpreis Alpha 2018 nominiert wurde. Am 11. Juni 2016 heiratete sie in Salzburg. Ihren Geburtsnamen führt Simone Seidl als Künstlernamen weiterhin.

## Stipendien und Preise
Hirth erhielt einige Stipendien, darunter 2007 ein Hermann-Lenz-Stipendium, 2015 ein Arbeitsstipendium „Literatur“ des österreichischen Bundesministeriums für Bildung, Wissenschaft und Forschung und 2015/16 ein Hans-Weigel-Literaturstipendium. Das Ministerium für Wissenschaft, Forschung und Kunst des Landes Baden-Württemberg vergab 2018 an Hirth eines von drei Jahresstipendien für Schriftsteller.
In Österreich erhielt Hirth 2017 beim Niederösterreichischen Kulturpreis einen Anerkennungspreis „Literatur“ und 2021 vom Bundesministerium für Kunst, Kultur, öffentlicher Dienst und Sport den Reinhard-Priessnitz-Preis.

## Publikationen (Auswahl)
- Kalte Tage. In: Tippgemeinschaft. Connewitzer Verlagsbuchhandlung, Leipzig 2005, ISBN 978-3-980-94031-3.
- Gedichte. In: Akzente, Nr. 2 (2007).
- Zwischenstücke. In: Edit, Nr. 45 (2008).
- Jausngebete. In: Essen. Literaturpreis 2014. Bezirk Schwaben, Wißner-Verlag, Augsburg 2014, ISBN 978-3-957-86004-0.
- Lied über die geeignete Stelle für eine Notunterkunft. Roman, Kremayr & Scheriau, Wien 2016, ISBN 978-3-218-01045-0.
- Alles, was ich vergessen wollte. Gedichte. [=Neue Lyrik aus Österreich, Bd. 23.] Verlag Berger, Horn 2017, ISBN 978-3-850-28830-9.
- Bananama. Roman, Kremayr & Scheriau, Wien 2018, ISBN 978-3-218-01103-7.
- Das Loch. Briefroman, Kremayr & Scheriau, Wien 2020, ISBN 978-3-218-01209-6.
- Malus. Roman, Kremayr & Scheriau, Wien 2023, ISBN 978-3-218-01410-6.

## Ehrungen
- 2014: 1. Preis, Schwäbischer Literaturpreis
- 2017: Shortlist, Literaturpreis Alpha
- 2017: Anerkennungspreis „Literatur“, Niederösterreichischer Kulturpreis [als Simone Hirth Seidl][7]
- 2018: Jahresstipendium für Schriftsteller des Ministeriums für Wissenschaft und Kunst des Landes Baden-Württemberg
- 2021: Reinhard-Priessnitz-Preis
- 2023: Frau Ava Literaturpreis für den Prosatext 5 oder: Das Gedicht über nichts[8]